# Åttiotalet
Den här artikeln handlar om den litteraturhistoriska termen. För tidsperioder som benämns 80-talet, se respektive århundrades artikel för detta, till exempel 1880-talet, 1980-talet eller 80-talet (80-89 e.Kr.).

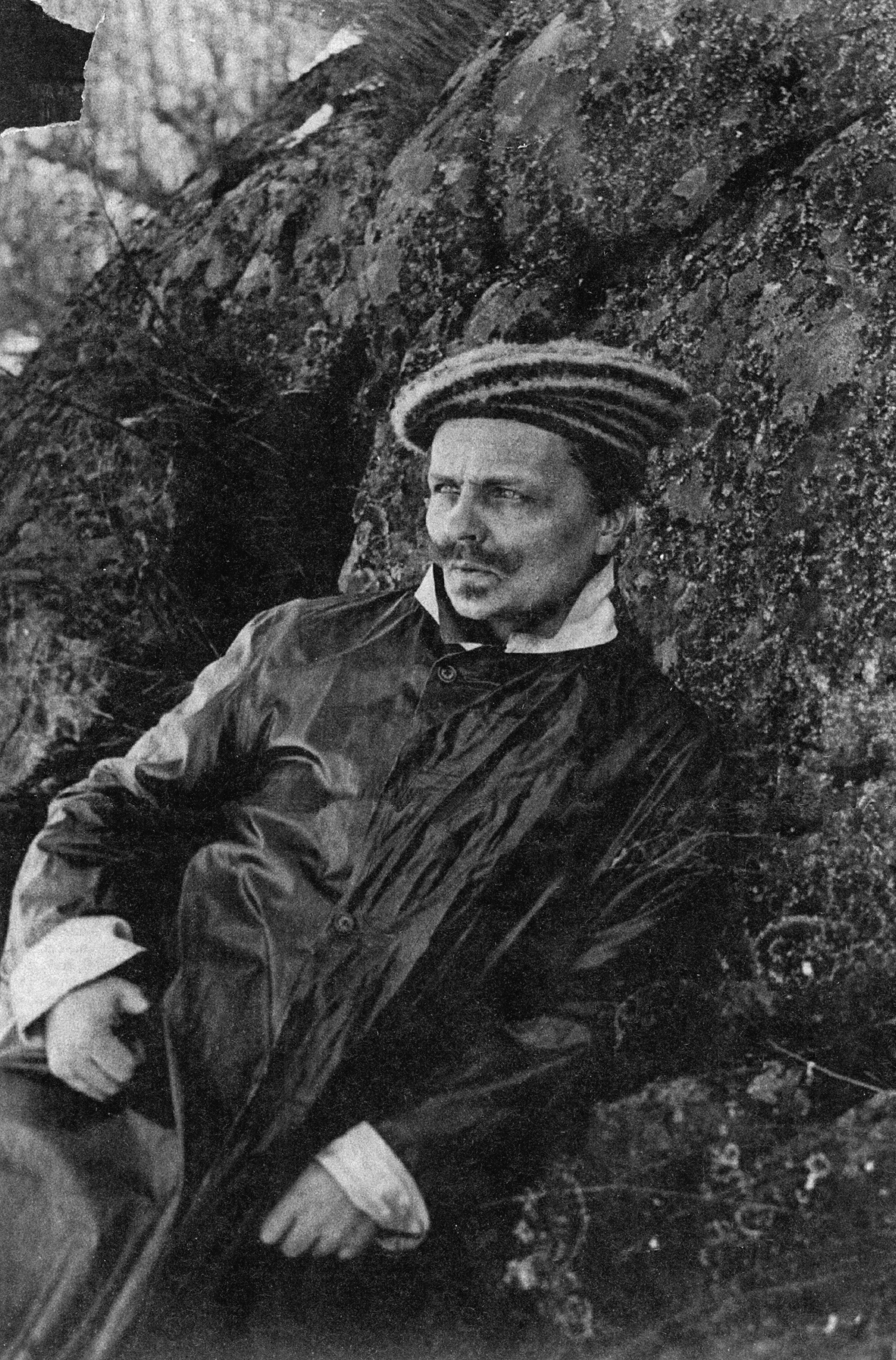
August Strindberg, en av de svenska åttiotalisterna.

Åttiotalet är en litteraturhistorisk term för 1880-talets svenska litteratur och författare, men har också direkta motsvarigheter i till exempel dansk terminologi. Termen myntades av Verner von Heidenstam i en polemisk dikt från tidigt 1890-tal. Åttiotalsförfattarna själva talade om Det unga Sverige. I ett nordiskt perspektiv talar man om det moderna genombrottet. Dess värdeord var vetenskap, framsteg, förnuft. Åttiotalisterna tog itu med verkligheten efter ett skede av romantisk efterklang.

## Historik

### Bakgrund
I Runebergs diktning fanns ett starkt intresse för verklighetens värld, helt olikt romantikens fantasidyrkan. Det draget fanns också hos en av romantikens egna män, Carl Jonas Love Almqvist. För honom var allt liv, allt mänskligt arbete intressant. Genom detta starka intresse för verkligheten bildade Almqvist och Runeberg övergång till en ny riktning inom litteraturen, den så kallade realismen, som en gång skulle fullständigt bryta med romantiken.
Realismen och naturalismen med dess krav på att konst och litteratur skulle återge naturen utan försköning gick fram som en stark tidsströmning över Europa och nådde Sverige runt 1880. Tiden var inte längre gynnsam för "romantikens blå blomma". 1800-talet hade ju blivit ångkraftens, industrialismens och järnvägarnas århundrade och skulle sluta med sociala brytningar och rösträttskamp. De stora sociala frågorna blev brännande.
Den viktigaste förutsättningen för åttiotalet var utländska influenser. Den danske kritikern och essäisten Georg Brandes idéer, som han utvecklat under en resa ner i Europa, och Ibsens samhällskritiska dramer var viktiga för åttiotalet liksom de franska naturalisterna. Litteraturen skulle under åttiotalet bli mycket debattinriktad och det blev vanligt att författare skrev svar och fortsättningar på varandras verk. 
Den nya tidens vingslag hördes även inom romantikens diktning. Både Viktor Rydbergs Grottesång och Snoilskys 80-talsdikter andades tidens sociala oro. Men tiden hade blivit en annan än romantikernas och idealisternas. Det ansågs inte längre duga att som efterklangsromantikerna vilja lösa tidsproblemet med "en medlidsam versstump och en syrenkvist". Här krävdes istället mänskokärlek omsatt i handlingskraft i stort. Det sågs som en plikt att försöka bota det allt det onda som följde i industrialismens spår. Man kastade sig in på det lika svåra som betydelsefulla sociala problemet. Man bildade föreningar och klubbar och diskuterade. Man agiterade och höll föreläsningar i syfte att skapa social rättvisa och höja arbetarklassen både materiellt och intellektuellt.

### Utveckling
Åttiotalet var ett litterärt spretigt decennium. Första hälften präglas främst av kritiska realistiska dramer av kvinnliga dramatiker. Dessa diskuterade könsroller och äktenskapsfrågor ur ett kvinnoperspektiv. Mot slutet av decenniets går litteraturen mer över till undersökande naturalism med mindre uttalade ideologiska ambitioner.
Åttiotalet inleddes 1879 med Strindbergs Röda Rummet. Strindberg skulle prägla årtiondet, men förhållandet mellan honom och de övriga var ibland spänt. Han var den mest uppmärksammade, den som sålde mest och hade de mest ohejdade idéerna. Han var dessutom flera år äldre, och de andra kom att ibland se det som riskfyllt att inför den konservativa allmänna opinionen förknippas med Strindberg och hans verk och uttalanden; denne i sin tur uppfattade efter hand somliga av 80-talisterna som otydliga, tråkiga och med mindre förståelse för vad den nya tiden krävde. Spänningar och missförstånd underlättades av att Strindberg under flera år var bosatt utomlands och att genomslaget för de unga författarna i hemlandet var svagt - de blev ofta mer diskuterade och utskällda än lästa och uppskattade.
Typiska för tiden var t.ex. Strindbergs naturalistiska dramer Fadren (1887) och Fröken Julie (1888), satiren Det nya riket (1882) och romanen Tjänstekvinnans son (1886). Trots, eller kanske på grund av att, Strindberg vistades utomlands 1883-89, med undantag för ett besök i Sverige 1886 då Giftas kom, var han en viktig inspiratör under åttiotalet. 
En ständigt flammande härd för den nya kulturrörelsen bland de unga var studentföreningen Verdandi i Uppsala. Där fostrades många av de män som sedan mest energiskt gick i spetsen för det sociala reformarbetet i Sverige.
Anne Charlotte Leffler spelade en viktig roll genom att hålla litterära salonger, och Gustaf af Geijerstam författade många av decenniets programskrifter och utgav viktiga tidskrifter. Ola Hansson, Tor Hedberg, Oscar Levertin (även om denne senare mer anknöt till nittiotalisterna) och Axel Lundegård var till olika grad knutna till honom. Även A. U. Bååth hörde till åttiotalisterna och debuterade med sina realistiska dikter 1879, samma år som Röda Rummet av Strindberg kom ut, och gav Ola Hansson viktiga intryck. Ett nytt inslag i det svenska litterära livet var mängden betydande kvinnliga författare som Anne Charlotte Leffler, Alfhild Agrell, Mathilda Malling och Victoria Benedictsson. Vissa av dem skrev dock under manliga pseudonymer. De var också den första generationen i Sverige där flera av nyckelpersonerna försökte överleva som yrkesförfattare under sina verkliga namn (eller namn som var avsedda att låta som verkliga borgerliga namn, som Benedictsson/Ahlgren; de unga romantikerna sjuttio år tidigare hade ofta signerat med pseudonymer eller initialer, även om det blev informellt känt i vida kretsar vem som stod bakom), utan att luta sig mot en statlig anställning, mecenater eller egna ärvda pengar. De sökte sin publik bland den nya stadsmedelklassen, ville ibland även bli lästa av arbetare och bönder, och gjorde som författare tydliga ställningstaganden i samtidens debattfrågor och konflikter. Denna orientering mot samtiden och mot en marknad som betalade för det antal böcker som såldes kom att följa med till nittiotalisterna och senare in i det nya seklets litteratur.